# San Juan Tepa
San Juan Tepa es una localidad de México perteneciente al municipio de Francisco I. Madero en el estado de Hidalgo.

## Geografía
A la localidad le corresponden las coordenadas geográficas 20° 12’ 57.559” de latitud norte y 99° 3’ 58.051” de longitud oeste, con una altitud de 2010 m s. n. m. Se encuentra a una distancia aproximada de 5.42 kilómetros al sureste de la cabecera municipal, Tepatepec.
En cuanto a fisiografía se encuentra dentro de las provincia del Eje Neovolcánico, dentro de la subprovincia de Llanuras y Sierras de Querétaro e Hidalgo; su terreno es de llanura y lomerío. En lo que respecta a la hidrografía se encuentra posicionado en la región del río Panuco, dentro de la cuenca del río Moctezuma, en la subcuenca del río Actopan. Cuenta con un clima semiseco templado.

## Demografía
En 2020 registró una población de 6045 personas, lo que corresponde al 16.68 % de la población municipal. De los cuales 2937 son hombres y 3108 son mujeres. Tiene 1629 viviendas particulares habitadas.
| Gráfica de evolución demográfica de San Juan Tepa entre 1921 y 2020                          |
|                                                                                              |
| Población de los censos y conteos del Instituto Nacional de Estadística y Geografía (INEGI). |

## Economía
La localidad tiene un grado de marginación medio y un grado de rezago social muy bajo.